# 愛知県中央信用組合
愛知県中央信用組合（あいちけんちゅうおうしんようくみあい）は、愛知県碧南市に本店を置く信用組合。

## 概要
略称は「けんしん」。
2017年（平成29年）1月23日に三河信用組合と対等合併し、新たに愛知県中央信用組合を設立した。

## 営業地区
碧南市・高浜市・刈谷市・西尾市・安城市・知立市・蒲郡市・豊川市・額田郡幸田町・豊田市（2005年（平成17年）4月1日以降の合併地域を除く）・豊明市・半田市・大府市・知多郡（東浦町・阿久比町）
※ 太字箇所には店舗、出張所を配置。

## 沿革
- 1953年（昭和28年）6月 - 碧南市民信用組合を設立[3]
- 1953年（昭和28年）7月8日 - 営業を開始[3]。
- 1954年（昭和29年）7月 - 碧南市内に辻支店を開設[3]。
- 1955年（昭和30年）9月 - 碧南市内に棚尾支店を開設[3]。
- 1958年（昭和33年）7月 - 碧南市内に旭支店を開設[3]。
- 1963年（昭和38年）3月 - 高浜市内に高浜支店を開設[3]。
- 1967年（昭和42年）4月 - 刈谷市内に刈谷支店を開設[3]。
- 1974年（昭和49年）10月 - 西尾市内に西尾支店を開設[3]。
- 1978年（昭和53年）10月 - 安城市内に安城支店を開設[3]。
- 1982年（昭和57年）7月 - 愛知県中央信用組合と改称[3]。
- 1983年（昭和58年）12月 - 知立市内に知立支店を開設[3]。
- 1984年（昭和59年）11月 - 碧南市内に中央支店を開設[3]。
- 1986年（昭和61年）10月 - 碧南市内に西端支店を開設[3]。
- 1989年（平成元年）8月 - 碧南市内に大浜支店を開設[3]。
- 1990年（平成2年）6月 - 碧南市内に新川支店を開設[3]。
- 1994年（平成6年）8月 - 高浜市内に高浜東支店を開設[3]。
- 1995年（平成7年）6月 - 西尾市内に西尾東支店を開設[3]。
- 1996年（平成8年）6月 - 碧南市内の旭支店を新築し移転[3]。
- 1997年（平成9年）5月 - 営業地区を半田市、知多郡東浦町、阿久比町に拡大[3]。
- 2007年（平成19年）11月 - 新川支店を辻支店新川出張所に変更[3]。
- 2009年（平成21年）3月 - 新本店が竣工[3]。
- 2009年（平成21年）4月 - 旧本店の本店営業部を碧南駅前出張所に変更。中央支店を新本店へ統合[3]。
- 2011年（平成23年）11月 - 高浜支店と高浜東支店を統合。これにより旧高浜支店を土管坂出張所に、旧高浜東支店を高浜支店としてそれぞれリニューアルオープン[3]。
- 2016年（平成28年）11月 - 東海財務局が三河信用組合との合併を認可[2]。
- 2017年（平成29年）1月 - 三河信用組合と対等合併し、新・愛知県中央信用組合を設立[2]。旧・三河信用組合の本店は蒲郡支店に改称。
- 2019年（平成31年）3月 - 三谷支店[注釈 1]・鹿島支店[注釈 1]を蒲郡支店[注釈 1]へ統合[3]。
- 2019年（令和元年）10月 大浜支店をみなみ支店（旧棚尾支店）へ統合[3]。
- 2020年（令和2年）2月 西端支店を辻支店へ統合[3]。

## 店舗
2020年（令和2年）3月31日現在、12店舗が所在する。
- 本店営業部（店舗番号：001）：碧南市栄町2-41[4]
- 辻支店（002）：碧南市金山町5-84[4]
- みなみ支店（003）：碧南市棚尾本町1-45[4]
- 旭支店（004）：碧南市神有町3-2-1[4]
- 高浜支店（005）：高浜市神明町1-7-10[4]
- 刈谷支店（006）：刈谷市御幸町7-705[4]
- 西尾支店（007）：西尾市下町神明下35[4]
- 安城支店（008）：安城市緑町2-19-3[4]
- 知立支店（009）：知立市新池3-58[4]
- 西尾東支店（015）：西尾市寄住町燈籠下4-7[4]
- 蒲郡支店（016）：蒲郡市神明町12-20[4][注釈 1]
- 吉良支店（018）：西尾市吉良町吉田八ツ田7-1[4][注釈 1]

※ この他に出張所（店舗外ATM）を8箇所に設置。